# Boca Raton
Boca Ratón é uma cidade localizada no estado americano da Flórida, no condado de Palm Beach. Foi incorporada em 1925.

## Geografia
De acordo com o United States Census Bureau, a cidade tem uma área de 81 km², onde 76 km² estão cobertos por terra e 5 km² por água.

### Localidades na vizinhança
O diagrama seguinte representa as localidades num raio de 16 km ao redor de Boca Raton. 

## Demografia
Segundo o censo nacional de 2010, a sua população é de 84 392 habitantes e sua densidade populacional é de 1 110,94 hab/km². Possui 44 539 residências, que resulta em uma densidade de 586,31 residências/km².

## Geminações
- Spandau, Berlim, Alemanha [4]

## Pessoas notáveis
A cantora pop Ariana Grande nasceu nessa cidade.